# Distretto di Pak Phanang
Il distretto di Pak Phanang (in thailandese: ปากพนัง) è un distretto (amphoe) della Thailandia, situato nella provincia di Nakhon Si Thammarat.